# دكستر بوني
دكستر بوني (بالإنجليزية: Dexter Boney)‏ مواليد 27 أبريل 1970 في ويلمنغتون، هو لاعب كرة سلة أمريكي معتزل. حمل الرقم 10. يبلغ طوله 6 قدم 4 بوصة (1.9 م). لعب مع فينيكس صنز ودينامو باسكت ساساري.

## روابط خارجية
- دكستر بوني على موقع إن بي أي (الإنجليزية)
- دكستر بوني على موقع سبورتس رفرنس (الإنجليزية)
- دكستر بوني على موقع كرة السلة الأوروبية.كوم (الإنجليزية)
- دكستر بوني على موقع كلية كرة السلة في سبورتس رفرنس.كوم (الإنجليزية)
- دكستر بوني على موقع ريلجم (الإنجليزية)
- دكستر بوني على موقع بروبوليرز (الإنجليزية)